# Czarodzieje Honoratki
Czarodzieje Honoratki – polski film z 2012 roku. Pierwszy polski film fabularny z premierą wyłącznie w internecie. Premiera odbyła się 1 sierpnia 2012 roku w internetowym serwisie filmowym Iplex.

## Fabuła
Blisko 40 osobistości tworzących pejzaż polskiej powojennej kinematografii wspomina czasy  „Honoratki” – kultowej, lecz już nieistniejącej – łódzkiej kawiarni przy ul. Moniuszki, w której w latach 50. i 60. XX w. spotykali się filmowcy i studenci tamtejszej Szkoły Filmowej.

## Występują[3]
- Roman Polański
- Andrzej Wajda
- Jerzy Hoffman
- Adam Holender
- Kazimierz Kutz
- Zbigniew Rybczyński
- Jerzy Skolimowski
- Witold Sobociński
- Krzysztof Zanussi
- Zofia Bnińska-Cybulska
- Monika Dzienisiewicz-Olbrychska
- Anna Iżykowska-Mironowicz
- Mira Hamermesh
- Marta Kobierska
- Krystyna Kołodziejczyk „Kiksa”
- Zofia Saretok
- Anna Sztaudynger-Kaliszewicz
- Ewa Wiśniewska
- Elżbieta Zechenter-Spławińska
- Tadeusz Chmielewski
- Feridun Erol
- Janusz Gajos
- Marek Groński
- Jerzy Gruza
- Janusz Kondratiuk
- Andrzej Kostenko
- Janusz Majewski
- Krzysztof Malkiewicz
- Wojciech Marczewski
- Daniel Olbrychski
- Marek Piwowski
- Jerzy Rutowicz
- Daniel Szczechura
- Adam Walaciński
- Kurt Weber
- Andrzej Wojciechowski „Idon”
- Jerzy Woźniak
- Leopold Rene Nowak
- Joanna Podolska